# Hwang Su-mi
Hwang Su-mi (1986) is een Zuid-Koreaanse klassiek geschoolde zangeres. Hwang heeft een sopraan zangstem. Ze is een laureate van de Koningin Elisabethwedstrijd.
Van 2004 tot 2011 vervolmaakte ze haar zangstem aan de Nationale Universiteit in Seoel. Ze studeerde sinds oktober 2011 aan de Münchner Musikhochschule. In november 2012 won ze in München een tweede prijs bij de zangwedstrijd ARD-Wettbewerb.
Hwang werd op 31 mei 2014 de eerste laureate van de internationale muziekwedstrijd Koningin Elisabeth voor zang 2014. De jury onder leiding van Arie Van Lysebeth bekroonde haar op basis van haar concours waarbij ze werk bracht van Haydn, Nicolai, Lalo, Mozart en Tsjaikovski. Bij de prijs hoort een geldbedrag van 25.000 euro.
In de finale bracht ze begeleid door het Symfonieorkest van de Munt onder leiding van Roland Böer
- 'Quel guardo il cavaliere – So anch’io la virtù magica' van Gaetano Donizetti (rol van Norina uit 'Don Pasquale')
- 'Die Nachtigall' van Alban Berg (uit '7 frühe Lieder')
- 'Signore ascolta' van Giacomo Puccini (rol van Liù uit 'Turandot')
- 'Depuis le jour' van Gustave Charpentier (rol van Louise uit 'Louise')
- 'Im Abendrot' van Richard Strauss (uit 'Vier letzte Lieder')

- Gemeinsame Normdatei: 1031772170
- MusicBrainz: 25d1cf0b-7ad7-428e-8646-f654b4a676aa
- Virtual International Authority File: 296825185
- WorldCat: E39PBJbM77rHQpGVpvWJ3Hrpfq